# Змійка (шаховий маневр)
Маневр «змійка» — ідея в шаховій композиції у багатоходових задачах і етюдах. Суть ідеї — фігура робить діагональні зигзагоподібні ходи кожен раз на одне поле, дотримуючись певного напрямку по вертикалі або горизонталі, рух нагадує змійку.

## Історія
Над цією ідеєю працювали шахові композитори ще в кінці ХІХ століття.
В задачі або в етюді для досягнення мети чорна чи біла фігура, це можуть бути або король, або слон, чи ферзь, робить геометричний маневр діагональними ходами кожного разу на одне поле вліво-вправо, при цьому загальний напрямок руху проходить по вертикалі або по горизонталі, загальний рух цих ходів нагадує рух змії. Також тематичною фігурою може бути і пішак, який під час кожного ходу забирає фігуру суперника, при цьому маневр відповідно також буде хвилястим.
Ідея дістала назву — маневр «змійка».
|   | a | b | c | d | e | f | g | h |   |
| 8 | a6 білий слон · b4 чорний король · c4 чорний пішак · d4 чорний слон · f4 чорний ферзь · c3 чорний кінь · e3 чорний пішак · d2 чорний пішак · h2 чорний пішак · h1 білий король | a6 білий слон · b4 чорний король · c4 чорний пішак · d4 чорний слон · f4 чорний ферзь · c3 чорний кінь · e3 чорний пішак · d2 чорний пішак · h2 чорний пішак · h1 білий король | a6 білий слон · b4 чорний король · c4 чорний пішак · d4 чорний слон · f4 чорний ферзь · c3 чорний кінь · e3 чорний пішак · d2 чорний пішак · h2 чорний пішак · h1 білий король | a6 білий слон · b4 чорний король · c4 чорний пішак · d4 чорний слон · f4 чорний ферзь · c3 чорний кінь · e3 чорний пішак · d2 чорний пішак · h2 чорний пішак · h1 білий король | a6 білий слон · b4 чорний король · c4 чорний пішак · d4 чорний слон · f4 чорний ферзь · c3 чорний кінь · e3 чорний пішак · d2 чорний пішак · h2 чорний пішак · h1 білий король | a6 білий слон · b4 чорний король · c4 чорний пішак · d4 чорний слон · f4 чорний ферзь · c3 чорний кінь · e3 чорний пішак · d2 чорний пішак · h2 чорний пішак · h1 білий король | a6 білий слон · b4 чорний король · c4 чорний пішак · d4 чорний слон · f4 чорний ферзь · c3 чорний кінь · e3 чорний пішак · d2 чорний пішак · h2 чорний пішак · h1 білий король | a6 білий слон · b4 чорний король · c4 чорний пішак · d4 чорний слон · f4 чорний ферзь · c3 чорний кінь · e3 чорний пішак · d2 чорний пішак · h2 чорний пішак · h1 білий король | 8 |
| 7 | a6 білий слон · b4 чорний король · c4 чорний пішак · d4 чорний слон · f4 чорний ферзь · c3 чорний кінь · e3 чорний пішак · d2 чорний пішак · h2 чорний пішак · h1 білий король | a6 білий слон · b4 чорний король · c4 чорний пішак · d4 чорний слон · f4 чорний ферзь · c3 чорний кінь · e3 чорний пішак · d2 чорний пішак · h2 чорний пішак · h1 білий король | a6 білий слон · b4 чорний король · c4 чорний пішак · d4 чорний слон · f4 чорний ферзь · c3 чорний кінь · e3 чорний пішак · d2 чорний пішак · h2 чорний пішак · h1 білий король | a6 білий слон · b4 чорний король · c4 чорний пішак · d4 чорний слон · f4 чорний ферзь · c3 чорний кінь · e3 чорний пішак · d2 чорний пішак · h2 чорний пішак · h1 білий король | a6 білий слон · b4 чорний король · c4 чорний пішак · d4 чорний слон · f4 чорний ферзь · c3 чорний кінь · e3 чорний пішак · d2 чорний пішак · h2 чорний пішак · h1 білий король | a6 білий слон · b4 чорний король · c4 чорний пішак · d4 чорний слон · f4 чорний ферзь · c3 чорний кінь · e3 чорний пішак · d2 чорний пішак · h2 чорний пішак · h1 білий король | a6 білий слон · b4 чорний король · c4 чорний пішак · d4 чорний слон · f4 чорний ферзь · c3 чорний кінь · e3 чорний пішак · d2 чорний пішак · h2 чорний пішак · h1 білий король | a6 білий слон · b4 чорний король · c4 чорний пішак · d4 чорний слон · f4 чорний ферзь · c3 чорний кінь · e3 чорний пішак · d2 чорний пішак · h2 чорний пішак · h1 білий король | 7 |
| 6 | a6 білий слон · b4 чорний король · c4 чорний пішак · d4 чорний слон · f4 чорний ферзь · c3 чорний кінь · e3 чорний пішак · d2 чорний пішак · h2 чорний пішак · h1 білий король | a6 білий слон · b4 чорний король · c4 чорний пішак · d4 чорний слон · f4 чорний ферзь · c3 чорний кінь · e3 чорний пішак · d2 чорний пішак · h2 чорний пішак · h1 білий король | a6 білий слон · b4 чорний король · c4 чорний пішак · d4 чорний слон · f4 чорний ферзь · c3 чорний кінь · e3 чорний пішак · d2 чорний пішак · h2 чорний пішак · h1 білий король | a6 білий слон · b4 чорний король · c4 чорний пішак · d4 чорний слон · f4 чорний ферзь · c3 чорний кінь · e3 чорний пішак · d2 чорний пішак · h2 чорний пішак · h1 білий король | a6 білий слон · b4 чорний король · c4 чорний пішак · d4 чорний слон · f4 чорний ферзь · c3 чорний кінь · e3 чорний пішак · d2 чорний пішак · h2 чорний пішак · h1 білий король | a6 білий слон · b4 чорний король · c4 чорний пішак · d4 чорний слон · f4 чорний ферзь · c3 чорний кінь · e3 чорний пішак · d2 чорний пішак · h2 чорний пішак · h1 білий король | a6 білий слон · b4 чорний король · c4 чорний пішак · d4 чорний слон · f4 чорний ферзь · c3 чорний кінь · e3 чорний пішак · d2 чорний пішак · h2 чорний пішак · h1 білий король | a6 білий слон · b4 чорний король · c4 чорний пішак · d4 чорний слон · f4 чорний ферзь · c3 чорний кінь · e3 чорний пішак · d2 чорний пішак · h2 чорний пішак · h1 білий король | 6 |
| 5 | a6 білий слон · b4 чорний король · c4 чорний пішак · d4 чорний слон · f4 чорний ферзь · c3 чорний кінь · e3 чорний пішак · d2 чорний пішак · h2 чорний пішак · h1 білий король | a6 білий слон · b4 чорний король · c4 чорний пішак · d4 чорний слон · f4 чорний ферзь · c3 чорний кінь · e3 чорний пішак · d2 чорний пішак · h2 чорний пішак · h1 білий король | a6 білий слон · b4 чорний король · c4 чорний пішак · d4 чорний слон · f4 чорний ферзь · c3 чорний кінь · e3 чорний пішак · d2 чорний пішак · h2 чорний пішак · h1 білий король | a6 білий слон · b4 чорний король · c4 чорний пішак · d4 чорний слон · f4 чорний ферзь · c3 чорний кінь · e3 чорний пішак · d2 чорний пішак · h2 чорний пішак · h1 білий король | a6 білий слон · b4 чорний король · c4 чорний пішак · d4 чорний слон · f4 чорний ферзь · c3 чорний кінь · e3 чорний пішак · d2 чорний пішак · h2 чорний пішак · h1 білий король | a6 білий слон · b4 чорний король · c4 чорний пішак · d4 чорний слон · f4 чорний ферзь · c3 чорний кінь · e3 чорний пішак · d2 чорний пішак · h2 чорний пішак · h1 білий король | a6 білий слон · b4 чорний король · c4 чорний пішак · d4 чорний слон · f4 чорний ферзь · c3 чорний кінь · e3 чорний пішак · d2 чорний пішак · h2 чорний пішак · h1 білий король | a6 білий слон · b4 чорний король · c4 чорний пішак · d4 чорний слон · f4 чорний ферзь · c3 чорний кінь · e3 чорний пішак · d2 чорний пішак · h2 чорний пішак · h1 білий король | 5 |
| 4 | a6 білий слон · b4 чорний король · c4 чорний пішак · d4 чорний слон · f4 чорний ферзь · c3 чорний кінь · e3 чорний пішак · d2 чорний пішак · h2 чорний пішак · h1 білий король | a6 білий слон · b4 чорний король · c4 чорний пішак · d4 чорний слон · f4 чорний ферзь · c3 чорний кінь · e3 чорний пішак · d2 чорний пішак · h2 чорний пішак · h1 білий король | a6 білий слон · b4 чорний король · c4 чорний пішак · d4 чорний слон · f4 чорний ферзь · c3 чорний кінь · e3 чорний пішак · d2 чорний пішак · h2 чорний пішак · h1 білий король | a6 білий слон · b4 чорний король · c4 чорний пішак · d4 чорний слон · f4 чорний ферзь · c3 чорний кінь · e3 чорний пішак · d2 чорний пішак · h2 чорний пішак · h1 білий король | a6 білий слон · b4 чорний король · c4 чорний пішак · d4 чорний слон · f4 чорний ферзь · c3 чорний кінь · e3 чорний пішак · d2 чорний пішак · h2 чорний пішак · h1 білий король | a6 білий слон · b4 чорний король · c4 чорний пішак · d4 чорний слон · f4 чорний ферзь · c3 чорний кінь · e3 чорний пішак · d2 чорний пішак · h2 чорний пішак · h1 білий король | a6 білий слон · b4 чорний король · c4 чорний пішак · d4 чорний слон · f4 чорний ферзь · c3 чорний кінь · e3 чорний пішак · d2 чорний пішак · h2 чорний пішак · h1 білий король | a6 білий слон · b4 чорний король · c4 чорний пішак · d4 чорний слон · f4 чорний ферзь · c3 чорний кінь · e3 чорний пішак · d2 чорний пішак · h2 чорний пішак · h1 білий король | 4 |
| 3 | a6 білий слон · b4 чорний король · c4 чорний пішак · d4 чорний слон · f4 чорний ферзь · c3 чорний кінь · e3 чорний пішак · d2 чорний пішак · h2 чорний пішак · h1 білий король | a6 білий слон · b4 чорний король · c4 чорний пішак · d4 чорний слон · f4 чорний ферзь · c3 чорний кінь · e3 чорний пішак · d2 чорний пішак · h2 чорний пішак · h1 білий король | a6 білий слон · b4 чорний король · c4 чорний пішак · d4 чорний слон · f4 чорний ферзь · c3 чорний кінь · e3 чорний пішак · d2 чорний пішак · h2 чорний пішак · h1 білий король | a6 білий слон · b4 чорний король · c4 чорний пішак · d4 чорний слон · f4 чорний ферзь · c3 чорний кінь · e3 чорний пішак · d2 чорний пішак · h2 чорний пішак · h1 білий король | a6 білий слон · b4 чорний король · c4 чорний пішак · d4 чорний слон · f4 чорний ферзь · c3 чорний кінь · e3 чорний пішак · d2 чорний пішак · h2 чорний пішак · h1 білий король | a6 білий слон · b4 чорний король · c4 чорний пішак · d4 чорний слон · f4 чорний ферзь · c3 чорний кінь · e3 чорний пішак · d2 чорний пішак · h2 чорний пішак · h1 білий король | a6 білий слон · b4 чорний король · c4 чорний пішак · d4 чорний слон · f4 чорний ферзь · c3 чорний кінь · e3 чорний пішак · d2 чорний пішак · h2 чорний пішак · h1 білий король | a6 білий слон · b4 чорний король · c4 чорний пішак · d4 чорний слон · f4 чорний ферзь · c3 чорний кінь · e3 чорний пішак · d2 чорний пішак · h2 чорний пішак · h1 білий король | 3 |
| 2 | a6 білий слон · b4 чорний король · c4 чорний пішак · d4 чорний слон · f4 чорний ферзь · c3 чорний кінь · e3 чорний пішак · d2 чорний пішак · h2 чорний пішак · h1 білий король | a6 білий слон · b4 чорний король · c4 чорний пішак · d4 чорний слон · f4 чорний ферзь · c3 чорний кінь · e3 чорний пішак · d2 чорний пішак · h2 чорний пішак · h1 білий король | a6 білий слон · b4 чорний король · c4 чорний пішак · d4 чорний слон · f4 чорний ферзь · c3 чорний кінь · e3 чорний пішак · d2 чорний пішак · h2 чорний пішак · h1 білий король | a6 білий слон · b4 чорний король · c4 чорний пішак · d4 чорний слон · f4 чорний ферзь · c3 чорний кінь · e3 чорний пішак · d2 чорний пішак · h2 чорний пішак · h1 білий король | a6 білий слон · b4 чорний король · c4 чорний пішак · d4 чорний слон · f4 чорний ферзь · c3 чорний кінь · e3 чорний пішак · d2 чорний пішак · h2 чорний пішак · h1 білий король | a6 білий слон · b4 чорний король · c4 чорний пішак · d4 чорний слон · f4 чорний ферзь · c3 чорний кінь · e3 чорний пішак · d2 чорний пішак · h2 чорний пішак · h1 білий король | a6 білий слон · b4 чорний король · c4 чорний пішак · d4 чорний слон · f4 чорний ферзь · c3 чорний кінь · e3 чорний пішак · d2 чорний пішак · h2 чорний пішак · h1 білий король | a6 білий слон · b4 чорний король · c4 чорний пішак · d4 чорний слон · f4 чорний ферзь · c3 чорний кінь · e3 чорний пішак · d2 чорний пішак · h2 чорний пішак · h1 білий король | 2 |
| 1 | a6 білий слон · b4 чорний король · c4 чорний пішак · d4 чорний слон · f4 чорний ферзь · c3 чорний кінь · e3 чорний пішак · d2 чорний пішак · h2 чорний пішак · h1 білий король | a6 білий слон · b4 чорний король · c4 чорний пішак · d4 чорний слон · f4 чорний ферзь · c3 чорний кінь · e3 чорний пішак · d2 чорний пішак · h2 чорний пішак · h1 білий король | a6 білий слон · b4 чорний король · c4 чорний пішак · d4 чорний слон · f4 чорний ферзь · c3 чорний кінь · e3 чорний пішак · d2 чорний пішак · h2 чорний пішак · h1 білий король | a6 білий слон · b4 чорний король · c4 чорний пішак · d4 чорний слон · f4 чорний ферзь · c3 чорний кінь · e3 чорний пішак · d2 чорний пішак · h2 чорний пішак · h1 білий король | a6 білий слон · b4 чорний король · c4 чорний пішак · d4 чорний слон · f4 чорний ферзь · c3 чорний кінь · e3 чорний пішак · d2 чорний пішак · h2 чорний пішак · h1 білий король | a6 білий слон · b4 чорний король · c4 чорний пішак · d4 чорний слон · f4 чорний ферзь · c3 чорний кінь · e3 чорний пішак · d2 чорний пішак · h2 чорний пішак · h1 білий король | a6 білий слон · b4 чорний король · c4 чорний пішак · d4 чорний слон · f4 чорний ферзь · c3 чорний кінь · e3 чорний пішак · d2 чорний пішак · h2 чорний пішак · h1 білий король | a6 білий слон · b4 чорний король · c4 чорний пішак · d4 чорний слон · f4 чорний ферзь · c3 чорний кінь · e3 чорний пішак · d2 чорний пішак · h2 чорний пішак · h1 білий король | 1 |
|   | a | b | c | d | e | f | g | h |   |

FEN: 8/8/B7/8/1kpb1q2/2n1p3/3p3p/7K
2 Sol

I  1. Se2 Bb5 2. Kc3   Ba4 3. Kd3 Bb3 4. Bc3 Ba2 5. Qd4 Bb1#
II 1. Sb5 Kg2 2. Qe4+ Kf1 3. c3   Ke2 4. Kc4 Kd1 5. Kd3 Bxb5#
Маневр «змійка» в цій задачі виражено двічі — в першому рішенні цей маневр робить по вертикалі білий слон, а в другому рішенні по горизонталі робить білий король.